# Citalahab (Banjar)
Citalahab is een bestuurslaag in het regentschap Pandeglang van de provincie Banten, Indonesië. Citalahab telt 4044 inwoners (volkstelling 2010).